# 馬家庄
馬家庄，是位於臺灣苗栗縣通霄鎮楓樹里的馬姓聚落，因中華民國第12—13任總統馬英九的遠祖與聚居於該地的馬姓宗親祖籍同樣來自陝西省扶風縣，而被馬英九視為其「第二故鄉」、「在臺灣的家鄉」，並自1994年開始每年固定前往祭祖，使該村落於苗栗在地稍具知名度，一度成為「熱門觀光景點」。

## 概要
通霄馬家庄有四座傳統建築，依門牌編號分別位於楓樹里6鄰68號、69號、71號以及72號，在地馬氏宗親祖籍廣東省陸豐縣方角都南坑秋冬尾，開臺祖馬芳捷於清乾隆11年（1746年）渡臺定居於竹南鎮，至第三代馬德煌時遷居通霄鎮，世代務農、經商。來臺第三代祖馬德煌終身未有生育，其抱養張姓族人的四名子嗣延續香火，老么馬振水遷往楓樹窩謀生，為楓樹窩馬家庄的始祖。馬振水育有三子，幼子馬三仁早逝，長子馬三和與次子馬三明派下後人俗稱為「大馬」和「小馬」，現今村庄第68號宅第為長房「大馬」馬三和派下的公廳，其餘為「小馬」馬三明派下宅第，四座建築均建於日治時期大正年間，建物均坐東朝西、由南至北依序排列，除正身前簷牆，大部分建材與格局樣式皆大同小異。

### 建築式樣
大馬公廳「扶風堂」為傳統客家三合院建築，正身三開間，左、右各有兩落橫屋，內、外院埕以圍牆相隔，屋身為泥磚牆，頂覆紅瓦，臺基比內埕墊高一尺，外牆下段由石塊砌成，中段砌有泥磚、外貼薄磚，上段以石灰粉刷。正廳門框由清水磚砌成，門楣上書有堂號「扶風堂」，邊上略加彩飾，兩側書有門聯，內部牆面以水泥粉刷，未作任何裝飾，神桌中央祀鏡屏媽祖及觀音畫像，右側供奉祖先牌位。兩側橫屋以卵石為牆基，上為外貼薄磚的泥磚牆，外觀樸實。

### 馬英九與馬家庄
1991年馬英九與通霄馬家庄第21代、時任中央警察大學教授馬傳鎮會面交談後，受馬傳鎮之邀前往通霄馬家庄，馬英九發現馬家庄的先祖與他家一樣都來自中國陝西扶風，遂於1994年起每年農曆大年初二前往與通霄馬家庄鄉親一起祭祖，近30年來僅2018年缺席。馬英九任總統時，於農曆大年初二祭祖後會發送紅包，吸引大批各地民眾前來領取，排隊人潮動輒上千人。據宗親馬永豐陳述以及苗栗縣政府調查考究，雖馬英九與馬家庄先祖同根，但分屬不同派下，並無直線血緣關係；兩者皆為東漢伏波將軍馬援後裔，馬英九是馬援的第71代孫，其先祖是由陝西扶風遷至湖南省後至馬父馬鶴凌才落籍臺灣；馬家庄的先祖則是由陝西扶風歷經數次遷徙後到廣東，之後定居在臺灣。

### 園藝景觀
該村庄上有種植蒜香藤、紫蟬花、荷花、穗花棋盤腳等花卉亦為景區熱點。

## 爭議
- 2009年，時任苗栗縣長劉政鴻在相距不到一公里處耗資新台幣1億7000萬元開闢聯外道路並斥資約新台幣9000萬元打造「馬英九奮鬥館」，簡稱「馬奮館」，規劃在館中記錄馬英九從小到大的成長、求學、從政等人生歷程，並陳列昔日穿過的衣物、常看的書籍，販售與馬英九有關的紀念品引發拍馬屁風波[8][9]，緊急改名為「族群融合館」，以「馬家庄遊客服務中心」名義營運，建造「文物展示館」及「農特產品展售館」，兩館的建造費各約4千萬元，其中「文物展示館」將陳列馬英九總統相關文物及馬家庄在地文化產業與百家姓源流史專區。[10]後因門可羅雀而閉館。2014年，該館由民間廠商有機農場業者以每月新台幣5萬元租下改名為「廻鄉驛站」，但生意依舊慘淡宛如蚊子館。[11]
- 2024年，王定宇引述新聞指出，苗栗縣政府當年為了拍馬屁，縣府文化觀光局於2008年編列新台幣98萬元委託陳運棟文教基金會展開「馬英九總統與苗栗縣通霄鎮楓樹里馬家庄的源流稽考研究計畫」，傳出到中國遍翻族譜等考察結果，結論是「沒有血緣淵源、沒有關係」。[12]

## 外部連結
- 馬家庄—旅遊王
- 馬家庄—苗栗文化觀光旅遊網